# RUKI
RUKI（1982年2月1日 - ）は、日本のヴィジュアル系ロックバンド「the GazettE」のボーカリスト。神奈川県出身。血液型はB型。身長162cm。音源での作詞のクレジットでは「流鬼.」の名義を用いていたが、VORTEX以降、作詞クレジットが「RUKI」となる。

## 略歴

### 小・中学校時代
神奈川県に生まれ、兄弟としては9歳上の兄がいる。両親からの躾が厳しく、小学生の頃から書道、そろばん、学習塾、スイミングスクールに通う忙しい子供であったが、実際は親の目を盗んではコソコソとサボっていたらしい。またその頃のトラウマからファミコンが嫌いになってしまった。
兄の影響でXのアルバム『Vanishing Vision』を聴いていたが、そのジャケットが過激であったためよく怒られていた。ハロウィンやガンズ・アンド・ローゼズなどのメタル系の楽曲なども兄の影響で聴いていた。また、その頃からホラー映画も好んで見ており、『ターミネーター』の影響でナイフやエアガンに興味を持つ子供でもあった。
中学3年生の修学旅行の出し物で友達とバンドすることになり、担当楽器をジャンケンで決めた結果ドラムに。セックス・ピストルズの「Bodies」を演奏。これが生涯初のライブとなる。

### 高校以降
芸術系の高校に進学し、そこで出来た友人と「鎖鎌」というバンドを結成。だがヴィジュアル系ではなく当時のRUKIはスパイキーヘアに髭を生やしたり、紫色に染めたり制服を切り刻んでは安全ピンで止めておりいわゆる"パンクロックファッション"であったため、現在の様相とはかなりかけ離れていた。
高校3年生の夏に中退、家出をしたことからバンド活動が始まったがある時、友人のバンドにサポートとして入った際"ヴィジュアル系バンドであったため"メイクをしたところ、メイクをした自分に衝撃を受け、それ以降はヴィジュアル路線にまっしぐら。初めて組んだヴィジュアル系バンドが「魅琴」。
魅琴時代に横浜のライブハウスで対バンしていたのが当時麗とREITAが在籍していた「鴉」でその2人に魅力を感じ、魅琴を無理やり解散させる。魅琴解散後は魅琴のボーカリストとギタリストとRUKI（当時はドラマー）に麗とREITAを加え「Ma'die Küsse」を結成。その後メンバーの方向性が崩れ始め、結局解散。
Ma'die Küsse解散後はRUKI、麗、REITAにRUKIの友人を誘い「Kar＋te＝zyAnose（カルテチアノーゼ）」という医療系のバンドを結成。しかしボーカルがしっくり来なかったため、麗の勧めでボーカリストへの転向を決意。カルテチアノーゼも結成後3ヶ月で解散した。その後はRUKI、麗、REITAに葵と由寧を加え「ガゼット」を結成。

## 作詞
人間関係、メディア、音楽業界、社会問題、性、犯罪、戦争といったメッセージ性の強い作詞が多く、詞に深い意味がある。シングル曲では「Filth in the beauty」では近親相姦、「Hyena」ではアイドルの批判、「紅蓮」では妊婦のたらい回し問題などの意味が込められていると言われており、歌詞からもそのような解釈が取れる。

## 人物
- バンドがきっかけで父親に勘当されたが、雑誌などで取り上げられるになってからは「応援してるよ」と連絡が来るようになり和解、ライブにもよく足を運んでいる。
- 子供の頃から絵を描くことが好きであったため、この特技を生かしグッズなどのデザインなども手がけている。
- 時代を生きているなかで、それを描写するような歌詞を書きたいと語る[1]。
- 同じヴィジュアル系バンドであるナイトメアの柩やシドの明希、また自身の尊敬するYOSHIKIや清春や河村隆一などとも交友関係がある。

- ヤンキー漫画が好きで、少なからず影響も受けたとインタビュー等でしばしば語っている。

- 以前、警備員のバイトをしており今でも交通整理には自信があるとラジオで語っていた。